# Thin-film-transistor liquid-crystal display

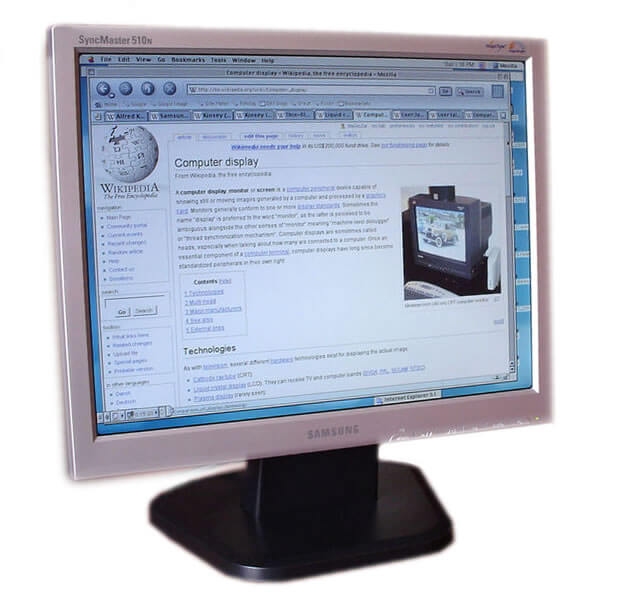
Een 15 inch-tft-lcd

Een thin-film-transistor liquid-crystal display (tft-lcd) is een variant op de liquid-crystal display (lcd) die gebruikmaakt van thin-film transistor-technologie (tft) om de beeldkwaliteit te verbeteren.
Hoewel tft-lcd één type active matrix-lcd betreft, wordt er meestal naar verwezen als lcd. De techniek wordt gebruikt in televisies, flat-panel displays en projectoren. 

## Lichtproductie

Een diagram van de pixelindeling

Het licht wordt geproduceerd door een CCFL-lamp (cold-cathode fluorescent light). Dit is een soort mini tl-buis met fluorescerend licht. CCFL's bestaan in heel veel verschillende kleuren, zelfs ultraviolet (uv)`. Een voordeel van CCFL's is dat ze door hun hoge efficiëntie weinig warmte produceren. Bij dit type lamp zitten er geen gloeidraden aan de uiteinden van de buislamp. Minder warmteontwikkeling geeft een beter rendement en een langere levensduur. Het buisje kan dunner uitgevoerd worden.  Net als een tl-buis werkt een CCFL op wisselspanning. Een nadeel is dat dit type meer spanning nodig heeft om te ontsteken. Een speciaal voorschakelapparaat, de inverter, voedt een CCF-lamp. De inverter is een elektronische schakeling die van de aanwezige gelijkspanning een wisselspanning met hoge frequentie maakt. Deze wisselspanning wordt door een transformator opgetransformeerd. 
Een variant op de CCFL die ook veelvuldig in lcd-tv-panelen wordt toegepast, is de external-electrode fluorescent lamp (EEFL). Het verschil met de CCFL is dat de elektroden bij de EEFL aan de buitenkant van de glazen lampbuis zijn aangebracht, terwijl de elektroden van de CCFL door het glazen buisje heen steken en aan de binnenzijde van de lamp uitkomen.
De intensiteit van de achterbelichting wordt meestal geregeld door het veranderen van de stuurspanning van de inverter met enkele volts. De inverter of DC/AC-converter genereert een AC-hoogspanning van (1,3 kV). Eventueel wordt de inverter ook geregeld met een potentiometer, in dat geval is de inverter vast en dus niet regelbaar. Sommige modellen gebruiken PWM-signalen voor de regeling van de intensiteit.